# كلية الهندسة الميكانيكية والكهربائية بجامعة دمشق
كلية الهندسة الميكانيكية والكهربائية في جامعة دمشق :اختصار الاسم كما يطلق عليها (الهمك) − الهندسة الميكانيكية والكهربائية −

## لمحة عن الكلية
أنشئت كلية الهندسة الميكانيكية والكهربائية عام/1963/ كمعهد عال صناعي استناداً إلى القرار الجمهوري رقم/99/ لعام 1963 وتحولت إلى كلية الهندسة الميكانيكية والكهربائية عام 1972 استناداً إلى المرسوم التشريعي رقم /38/لعام 1972 وألحقت كلية الهندسة الميكانيكية والكهربائية بجامعة دمشق كإحدى المؤسسات التعليمية والبحثية في قطاع التعليم العالي ثم تطورت الكلية وقفزت قفزات نوعية خلال السنوات القليلة الماضية وهي ترفد ميادين الإنتاج الصناعي المختلفة والاتصالات والحوسبة بمختصين من ذوي المؤهلات العلمية والعملية لمواكبة التطور والتقدم التقني العالي .
كان الهدف الأساسي هو دعم صناعة الطاقة وهي أي المحطات الحرارية كانت القطاع التجريبي الحقيقي المتاح حينها وبالتالي فقد كانت الهندسة الحرارية وهندسة الطاقة الكهربائية الأقسام الأكثر أهمية وكفاءة في المعهد العالي والكلية.
تقع الكلية في بداية الطريق المؤدي إلى مطار دمشق الدولي وتبلغ مساحتها حوالي /500/دونم، تضم مجموعة من المباني (الإدارة ومختلف الأقسام العلمية والمخابر والورشات) بمساحة طابقية إجمالية تزيد على /76750م2/، تقع ضمنها ثلاث وحدات سكنية للطلاب ويجري حالياً إنشاء /3/ وحدات جديدة، وترتبط الكلية بشبكة مواصلات جيدة تتيح للطالب الوصول إلى الكلية من مختلف أحياء دمشق وضواحيها . تهدف الخطة العلمية لكلية الهندسة الميكانيكية والكهربائية إلى إعداد مهندسين في مختلف ميادين كما وتهدف الهندسة الميكانيكية والكهربائية والإلكترونية والحواسيب والأتمتة والهندسة الطبية والصناعات النسيجية وتقاناتها والهندسة النووية والطاقات المتجددة والآليات وتأهيلهم بمستوى عال من المعرفة والمهارات بما يواكب التطور العلمي والثقافي العالمي، ويعمل الطاقم العلمي والمخبري والإداري في الكلية على تنمية وتفعيل روح الإبداع والتميز والعمل الجماعي لدى خريجي الكلية وحسن تطبيقهم واستخدامهم للمعارف العلمية المختلفة.

## أقسام الكلية
- قسم الميكانيك :
  - ميكانيك عام هندسة القوى الميكانيكية الهندسة الحرارية، (إمكانية التخصص في (الطاقة النووية أو الطاقات المتجددة) في السنة الرابعة)
  - هندسة السيارات والآليات الثقيلة
  - هندسة التصميم والإنتاج الصناعي (إمكانية التخصص في (علم المواد) في السنة الخامسة)
  - الهندسة الكيمائيه وهندسة البترول
- قسم الكهرباء :
  - هندسة الالكترونيات والاتصالات
  - هندسة الطاقة الكهربائية محطات القدرة والتوزيع، (إمكانية التخصص في (الطاقات المتجددة) في السنة الرابعة)
  - هندسة الحواسيب والأتمتة (إمكانية التخصص في (التحكم والأتمتة) في السنة الرابعة)
  - الهندسة الطبية
  - الكلية التطبيقية (تخصص تقنيات حاسوب / ميكاترونكس)
  - هندسة ميكانيك الصناعات النسيجية وتقاناتها[2]

### ملحق بالكلية
- - معهد الهندسة الميكانيكية والكهربائية
  - المعهد التقاني لهندسة الحاسوب
  - المعهد التقاني للعلوم المالية والمصرفية
  - المعهد العالي لأبحاث الليزر وتطبيقاته
  - المعهد العالي للترجمة والترجمة الفورية

## أبنية الكلية
1. مبنى الإدارة.
2. المبنى الجديد.
3. مبنى متاع.(مؤسسة تنفيذ الانشاءات العسكرية)
4. مبنى الورشات.
5. مبنى الطاقة.
6. مبنى الإلكترون.
7. مبنى الطاقات المتجددة ( وقد أضيف حديثاً).
8. المبنى الحديث (البناء الأحمر).
9. مبنى المسرح ( افتتح في عام 2016 )

## دراسات عليا
تمنح الكلية درجتي درجة الماجستير والدكتوراه في الاختصاصات التي حددها نظام الدراسات العليا الخاص بالكلية والصادر بالقرار الوزاري رقم 38/ و تاريخ 13/6/2007 وبقرار مجلس التعليم العالي رقم 209/و تاريخ 13/5/2007 حيث يتاح لخريجي كلية الهندسة الميكانيكية والكهربائية جامعة دمشق أن يتابعوا دراساتهم العليا في القطر العربي السوري وأية دولة في العالم وفي الكلية وفق المراحل الآتية :
1. مرحلة الماجستير لمختلف الاختصاصات والأقسام، مدة الدراسة الدنيا فيها سنتين.
2. مرحلة الدكتوراه لمختلف الاختصاصات والأقسام، مدة الدراسة الدنيا فيها أربع سنوات.

- بلغ عدد طلاب الماجستير المسجلين في الاختصاصات كافة سنة أولى (261) وفي السنة الثانية (271) طالب وطالبة.
- بلغ عدد طلاب الدكتوراه المسجلين في الاختصاصات كافة (29) طالب وطالبة.
- تم منح /121/ درجة ماجستير في الكلية.
- تم منح /15/ درجة دكتوراه في الكلية .[3]

## عمادة الكلية
| أسم عميد الكلية           | الفترة الزمنية         |
| ------------------------- | ---------------------- |
| الأستاذ فايز الناصر       | 1963 - 1971            |
| الدكتور محمد يحيى رستم    | 1972 - 1973            |
| الدكتور جميل أبو جهجاه    | 1973 - 1974            |
| الدكتور شوقي البطل        | 1974 - 1978            |
| الدكتور فؤاد عازر         | 1978 - 1980            |
| الدكتور اسبيرو الياس      | 1980 - 1982            |
| الدكتور محمد علي عثمان    | 1983 - 1985            |
| الدكتور محمد غانم         | 1985 - 1988            |
| الدكتور نزيه أبو صالح     | 1988 - 1991            |
| الدكتور نديم مخيبر        | 1991 -2000             |
| الدكتور فيصل عباس         | 2000 - 2006            |
| الدكتور هاشم ورقوزق       | 2006 - 2011            |
| الدكتور جمال العباس       | 2012 - 2011            |
| الدكتور حسين علي تينة     | كلف منذ 14/5/2012      |
| الدكتور مازن محايري       | من 2016-2018           |
| الدكتور محمد فراس الحناوي | كلف منذ عام 2018 -2020 |
| الدكتور مصطفى موالدي      | كلف منذ 2020           |

## مجلس الكلية
عميد الكلية                   مكتب مرسين للمعاملات
نائب العميد للشؤون العلمية             مكتب مرسين للمعاملات
نائب العميد للشؤون الإدارية والطلاب          مكتب مرسين للمعاملات                       الدكتور محمد فراس الحناوي                          عضواً
رئيس قسم العلوم الأساسية                               مكتب مرسين للمعاملات
رئيس قسم هندسة التصميم الميكانيكي                     مكتب مرسين للمعاملات                   عضواً
رئيس قسم هندسة الحواسيب والأتمتة                        مكتب مرسين للمعاملات                  عضواً
رئيس قسم هندسة الالكترونيات والاتصالات                  مكتب مرسين للمعاملات                         عضواً
رئيس قسم هندسة الصناعات النسيجية وتقاناتها         مكتب مرسين للمعاملات                        رجب برقدار عضواً
رئيس قسم هندسة الطاقة الكهربائية                     مكتب مرسين للمعاملات         مكتب مرسين للمعاملات          الدكتور محمد سعيد السابق                             عضوا
رئيس دائرة الكلية                                    مكتب مرسين للمعاملات                                عضواً
ممثل نقابة المعلمين                                  مكتب مرسين للمعاملات                    عضواً
ممثل الطلاب                                                                         
```
المهندس أسامة الرفاعي
عضوا 
```

ممثل طلاب الدراسات العليا                            م . زينة البيطار                                     عضواً

## صفحات الويب
- الموقع الرسمي لكلية الهندسة الميكانيكية والكهربائية (جامعة دمشق)
- منتدى كلية الهمك (ملتقى طلاب جامعة دمشق)